# Eishockey-Weltmeisterschaft 2017
Die Eishockey-Weltmeisterschaften des Jahres 2017 wurden durch die Internationale Eishockey-Föderation in fünf verschiedenen Alters- und Geschlechtsklassen durchgeführt. Insgesamt wurden in sämtlichen Divisionen min. 28 Turniere ausgetragen.

## Turnierüberblick

### Herren
Die 81. Eishockey-Weltmeisterschaft der Herren wurde vom 5. bis 21. Mai 2017 in Deutschland und Frankreich ausgetragen. Spielorte waren Köln und Paris. Deutschland trug zuletzt 2010 die Weltmeisterschaft aus. Die letzte Weltmeisterschaft in Frankreich fand 1968 im Rahmen der Olympischen Winterspiele in Grenoble statt.
Austragungsorte und -zeiträume
- Top-Division: 5. bis 21. Mai 2017 in Köln, Deutschland und Paris, Frankreich

- Division I  
  - Gruppe A: 22. bis 28. April 2017 in Kiew, Ukraine
  - Gruppe B: 23. bis 29. April 2017 in Belfast, Nordirland

- Division II
  - Gruppe A: 3. bis 9. April 2017 in Galați, Rumänien
  - Gruppe B: 4. bis 10. April 2017 in Auckland, Neuseeland

- Division III: 10. bis 16. April 2017 in Sofia, Bulgarien

### U20-Junioren
Die 41. Eishockey-Weltmeisterschaft der U20-Junioren fand vom 26. Dezember 2016 bis 5. Januar 2017 in Montreal, Québec und Toronto, Ontario, Kanada statt.
Austragungsorte und -zeiträume
- Top-Division: 26. Dezember 2016 bis 5. Januar 2017 in Montreal, Québec und Toronto, Ontario, Kanada

- Division I
  - Gruppe A: 11. bis 17. Dezember 2016 in Bremerhaven, Deutschland
  - Gruppe B: 11. bis 17. Dezember 2016 in Budapest, Ungarn

- Division II
  - Gruppe A: 11. bis 17. Dezember 2016 in Tallinn, Estland
  - Gruppe B: 7. bis 13. Januar 2017 in Logroño, Spanien

- Division III: 16. bis 22. Januar 2017 in Dunedin, Neuseeland

### U18-Junioren
Die 19. Eishockey-Weltmeisterschaft der U18-Junioren fand vom 13. bis 23. April in Poprad und Spišská Nová Ves, Slowakei, statt.
Austragungsorte und -zeiträume
- Top-Division: 13. bis 23. April 2017 in Poprad und Spišská Nová Ves, Slowakei

- Division I
  - Gruppe A: 7. bis 13. April 2017 in Bled, Slowenien
  - Gruppe B: 15. bis 21. April 2017 in Bled, Slowenien

- Division II
  - Gruppe A: 2. bis 8. April 2017 in Gangneung, Südkorea
  - Gruppe B: 13. bis 19. März 2017 in Belgrad, Serbien 1

- Division III:
  - Gruppe A: 21. bis 27. März 2017 in Taipeh, Republik China (Taiwan)
  - Gruppe B: 17. bis 19. März 2017 in Mexiko-Stadt, Mexiko

### Frauen
Die 20. Eishockey-Weltmeisterschaft der Frauen wurde vom 31. März bis 7. April 2017 in Plymouth, Vereinigte Staaten, ausgetragen.
Austragungsorte und -zeiträume
- Top-Division: 31. März bis 7. April 2017 in Plymouth, Michigan, USA

- Division I
  - Gruppe A: 15. bis 21. April 2017 in Graz, Österreich
  - Gruppe B: 8. bis 14. April 2017 in Katowice, Polen

- Division II
  - Gruppe A: 2. bis 8. April 2017 in Gangneung, Südkorea
  - Gruppe B: 27. Februar bis 5. März 2017 in Akureyri, Island

- Qualifikation zur Division IIB: 12. bis 17. Dezember 2016 in Taipeh, Republik China (Taiwan)

### U18-Frauen
Die 10. Eishockey-Weltmeisterschaft der U18-Frauen fand vom 7. bis 14. Januar 2017 in Zlín und Přerov, Tschechien, statt.
Austragungsorte und -zeiträume
- Top-Division: 7. bis 14. Januar 2017 in Zlín und Přerov, Tschechien

- Division I
  - Gruppe A: 8. bis 14. Januar 2017 in Budapest, Ungarn
  - Gruppe B: 8. bis 14. Januar 2017 in Katowice, Polen

- Qualifikation zur Division IB: 26. bis 29. Januar 2017 in Donostia-San Sebastián, Spanien